# Dhondtiscus trochus
Dhondtiscus trochus is een mosdiertjessoort uit de familie van de Dhondtiscidae. De wetenschappelijke naam van de soort werd in 1989 voor het eerst geldig gepubliceerd door Gordon.